# Ак-Шеих (Ленинский район)
Ак-Ше́их (укр. Ак-Шейх, крымскотат. Aqşeyh, Акъшейх) — исчезнувшее село в Ленинском районе Республики Крым, центральной части района и Керченского полуострова, в притоке маловодной Аджиэльской балки, примерно в 2 км южнее современного села Белинское.

## История
Идентифицировать Ак-Шеих среди названий, зачастую сильно искажённых, деревень Дин Керченского каймаканства в Камеральном Описании Крыма 1784 года пока не удалось. После присоединения Крыма к России (8) 19 апреля 1783 года, (8) 19 февраля 1784 года, именным указом Екатерины II сенату, на территории бывшего Крымского Ханства была образована Таврическая область и деревня была приписана к Левкопольскому, а после ликвидации в 1787 году Левкопольского — к Феодосийскому уезду Таврической области. После Павловских реформ, с 1796 по 1802 год, входила в Акмечетский уезд Новороссийской губернии. По новому административному делению, после создания 8 (20) октября 1802 года Таврической губернии, Ак-Шеих был включён в состав Акмозской волости Феодосийского уезда.
По Ведомости о числе селений, названиях оных, в них дворов… состоящих в Феодосийском уезде от 14 октября 1805 года, в деревне Ак-шик числилось 18 дворов и 100 жителей. На военно-топографической карте генерал-майора Мухина 1817 года деревня Акшик обозначена с 20 дворами. После реформы волостного деления 1829 года Акшек, согласно «Ведомости о казённых волостях Таврической губернии 1829 года», переподчинили из Аккозской волости в Чалтемирскую. Видимо, вследствие эмиграции крымских татар в Турцию, деревня опустела, и на карте 1836 года в деревне 6 дворов, а на карте 1842 года Ак-Шеих обозначен условным знаком «малая деревня» (это означает, что в нём насчитывалось менее 5 дворов).
В 1860-х годах, после земской реформы Александра II, деревню приписали к Сарайминской волости. Согласно «Памятной книжке Таврической губернии за 1867 год», деревня Ак Шеих была покинута жителями в 1860—1864 годах — в результате эмиграции крымских татар в Турцию, особенно массовой после Крымской войны 1853—1856 годов, и представляла собой пустое место (видимо, была разорена). Согласно же «Списку населённых мест Таврической губернии по сведениям 1864 года», составленному по результатам VIII ревизии 1864 года, Ак-Шеих — уже владельческая русская деревня с 5 дворами и 42 жителями при колодцах. В дальнейшем в доступных источниках не встречается.